# Sos rybny

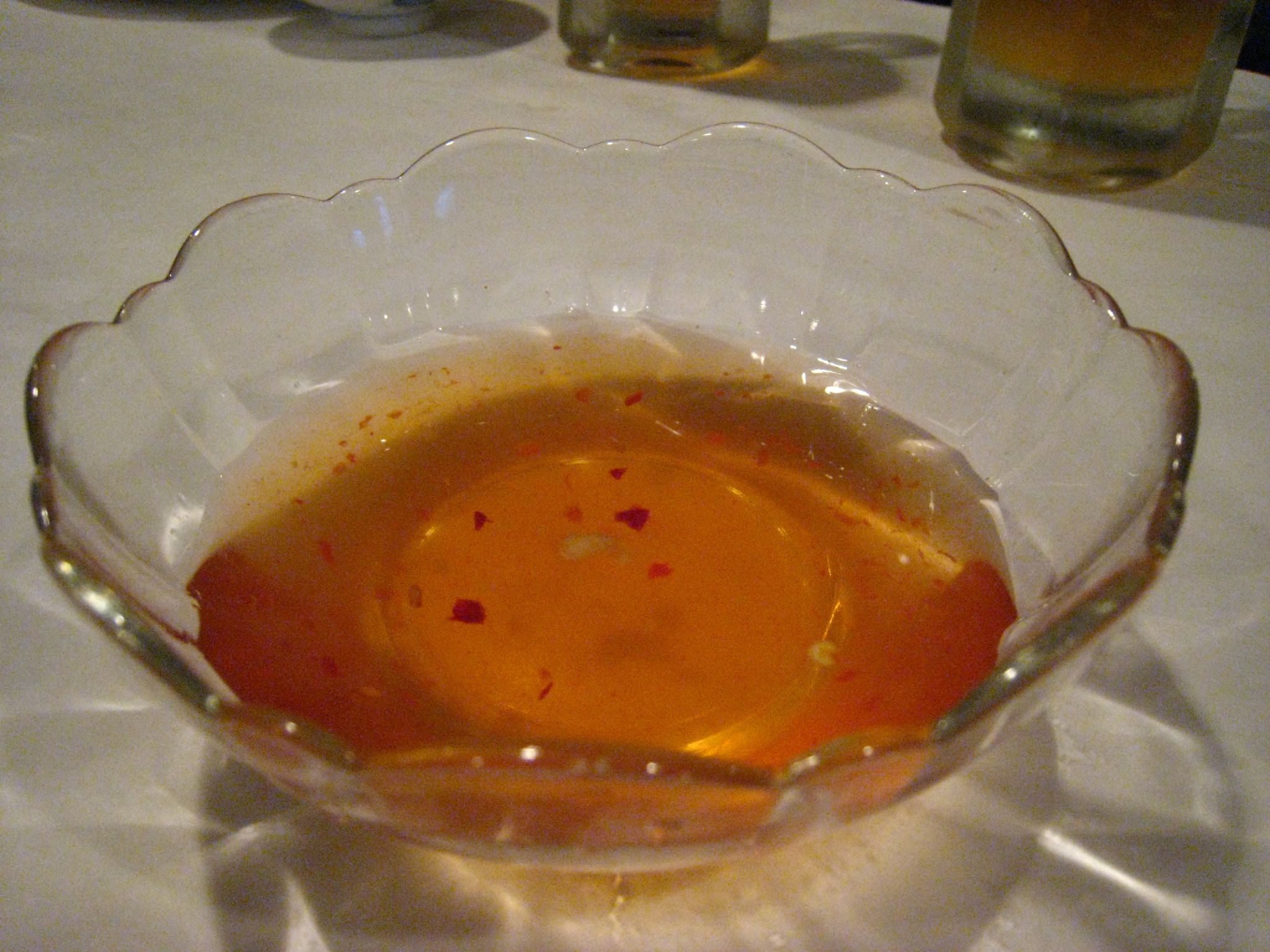
Nước mắm – wietnamski sos rybny

Sos rybny – przyprawa kuchni krajów Azji Południowo-Wschodniej, używana do doprawiania i dosalania potraw, a także do marynowania mięsa przed przyrządzeniem. Jest najważniejszym z używanych tam dodatków, obok sosu sojowego. Sos ten zrobiony jest ze sfermentowanych ryb, soli i wody. Za najlepsze uważa się rodzaje zrobione z pięciu gatunków ryb, m.in. gurami. Surowe ryby z solą w beczkach fermentuje się na słońcu, do stanu płynności. Zebrany ekstrakt klaruje się i rozlewa w butelki. Charakterystyczny zapach i smak, podobny nieco, lecz dużo intensywniejsze niż u solonych śledzi, zniechęca wiele osób do jedzenia potraw przyprawionych sosem rybnym.
Został wynaleziony w Chinach w pierwszym tysiącleciu p.n.e. W Wietnamie sos ten nazywany jest nước mắm, w Tajlandii – น้ำปลา nam pla, a w Chinach – 魚露 yúlù. Podobny sos był znany także w starożytnym Rzymie pod łacińską nazwą garum. Z Anglii pochodzi zbliżony sos Worcester.
Azjatyckie sosy rybne różnią się między sobą. Np. sos rybny wietnamski jest słodkawy, ponieważ podczas procesu fermentacji dodawany jest do niego cukier. Sos filipiński jest wyrazisty i ma kwaśno-słony smak.